# Hippocampus abdominalis
Hippocampus abdominalis är en fiskart som beskrevs av René-Primevère Lesson 1827. Hippocampus abdominalis ingår i släktet sjöhästar och familjen kantnålsfiskar. IUCN kategoriserar arten globalt som otillräckligt studerad. Inga underarter finns listade i Catalogue of Life.